# یواس‌اس تورچ (۱۸۱۴)
یواس‌اس تورچ (۱۸۱۴) (به انگلیسی: USS Torch (1814)) یک کشتی بود که طول آن 106' (between perpendiculars) بود. این کشتی در سال ۱۸۱۴ ساخته شد.